# Erkki Penttilä
Erkki Penttilä   (Seinäjoki, 14 de juny de 1932 - Seinäjoki, 19 d'abril de 2005) fou un lluitador finlandès, especialista en lluita lliure, guanyador d'una medalla olímpica.
El 1956 va prendre part en els Jocs Olímpics d'Estiu de Melbourne, on guanyà la medalla de plata en la competició del pes ploma del programa de lluita lliure. Quatre anys més tard, als Jocs de Roma, fou quinzè en la mateixa prova.
A nivell nacional guanyà 12 campionats finlandesos entre 1954 i 1966. Una vegada retirat va exercir d'entrenador de la selecció finlandesa de lluita lliure durant un breu període.